# Rajd Halkidiki 1985
Rajd Halkidiki 1985 (10. Halkidiki Rally) – 10 edycja rajdu samochodowego Rajd Elpa rozgrywanego w Grecji. Rozgrywany był od 26 do 29 sierpnia 1985 roku. Była to trzydziesta czwarta runda Rajdowych Mistrzostw Europy w roku 1985 (rajd miał najwyższy współczynnik - 4) i siódma runda Rajdowych Mistrzostw Grecji. Składał się z 24 odcinków specjalnych.

## Klasyfikacja rajdu
| Miejsce                      | Kierowca                     | Pilot                        | Samochód                     | Czas                         | Strata                       |                              |
| Klasyfikacja generalna i ERC | Klasyfikacja generalna i ERC | Klasyfikacja generalna i ERC | Klasyfikacja generalna i ERC | Klasyfikacja generalna i ERC | Klasyfikacja generalna i ERC | Klasyfikacja generalna i ERC |
| ---------------------------- | ---------------------------- | ---------------------------- | ---------------------------- | ---------------------------- | ---------------------------- | ---------------------------- |
| 1.                           | Miki Biasion                 | Tiziano Siviero              | Lancia 037 Rally             | 4:54:42                      | 0.0                          |                              |
| 2.                           | Andrea Zanussi               | Sergio Cresto                | Lancia 037 Rally             | 5:09:52                      | +15:10                       |                              |
| 3.                           | Mauro Pregliasco             | Daniele Cianci               | Lancia 037 Rally             | 5:10:40                      | +15:58                       |                              |
| 4.                           | Giorgos Moschous             | Kóstas Fertakis              | Nissan 240RS                 | 5:13:30                      | +18:48                       |                              |
| 5.                           | Jean Ragnotti                | Pierre Thimonier             | Renault Maxi 5 Turbo         | 5:20:00                      | +25:18                       |                              |
| 6.                           | Stratis Hatzipanayiotou      | Efthimios Sassalos           | Nissan 240RS                 | 5:20:22                      | +25:40                       |                              |
| 7.                           | Branislav Küzmič             | Rudi Šali                    | Renault 5 Turbo              | 5:28:10                      | +33:28                       |                              |
| 8.                           | Michele Rayneri              | Luigi Pirollo                | Fiat Ritmo Abarth 130 TC     | 5:34:00                      | +39:18                       |                              |
| 9.                           | Beny Fernández               | José López Orozco            | Opel Manta 400               | 5:35:42                      | +41:00                       |                              |
| 10.                          | Giorgos Meimaridis           | Giorgos Mantzagriotis        | Lancia 037 Rally             | 5:36:46                      | +42:04                       |                              |